# Claudio Constantini
Claudio Constantini (Lima, 29 de juliol de 1983) és un multiinstrumentalista i compositor de renom internacional nascut al Perú i que viu actualment a Espanya. Conegut per la seva naturalesa eclèctica i actuacions enlluernadores, se sent com a casa en una varietat de gèneres musicals.

## Biografia
Claudio Constantini té una carrera internacional i polifacètica com a intèrpret de dos instruments, el piano i el bandoneó, a més de ser un compositor de gran demanda mundial. Nascut i criat a Lima en una família de músics, l'estil únic de Constantini es defineix per les seves sòlides arrels clàssiques unides a la passió pels gèneres musicals populars, entre els quals la música llatinoamericana i la improvisació tenen un paper clau.
Ha actuat a nivell mundial en escenaris de primer nivell (com el Concertgebouw d'Amsterdam, la Filharmònica de Berlín, el Musikverein i la Konzerthaus de Viena, l'Òpera de Los Angeles, Palau de la Música a Barcelona entre molts altres. Actiu en la música de cambra, col·labora habitualment amb grans artistes com Leticia Moreno, Ksenija Sidorova i Rafael Aguirre, entre d'altres.
Ha llançat un total de 5 àlbums en CD amb gran recepció internacional. El seu últim àlbum AMERICA amb música de piano de George Gershwin i Astor Piazzolla li ha guanyat nombroses ressenyes destacades a tot el món i ha estat nominat a un Grammy Llatí (2019) en la categoria de "Millor Àlbum Clàssic". Al costat del segell discogràfic IBS Español està en procés de l'enregistrament de les Obres de piano completes de Claude Debussy, de les quals ja ha editat dos àlbums. El primer volum va ser seleccionat entre els 10 millors àlbums de l'any 2015 per la revista Fanfare (USA) i el segon li va donar diversos reconeixements. També ha col·laborat en més d'una dotzena de produccions per a diversos artistes.
Constantini ha impartit classes magistrals en diverses institucions a Europa i a l'estranger. Organitza les classes magistrals i el concurs anual "Primavera Pianística" a Bèlgica, dirigides a joves pianistes que desitgin desenvolupar encara més el seu art.
Va iniciar els seus estudis de piano amb el seu pare (Gerardo Constantini) i després va obtenir la seva llicenciatura a Finlàndia, el seu mestratge a Holanda i finalment el diploma de concert a París, i tot això li va valer les més altes distincions. Va ser alumne i eventualment assistent del mestre Aquiles Delle Vigne, deixeble dels llegendaris pianistes Claudio Arrau i Gyorgy Cziffra.

## Premis i nominacions
- 2019 - Latin Grammy, nominat a millor àlbum clàssic.[2]
- 2008 - Premi HSP Huygens per estudis de mestratge als Països Baixos.
- 2005 - Concurs Internacional Astor Piazzolla, 1r premi.[3]
- 2001 - Competició Litmann (NY), 1er premi.

## Discografia
- 2013 - Suite Latinoamericana[4] (Silvox)
- 2015 - Reflets dans l'eau[5] (IBS Classical)
- 2016 - Obstinado[6] (Claudio Constantini Quintet)
- 2018 - Debussy Complete Preludes[7] (IBS Classical)
- 2018 - AMERICA[8] (IBS Classical)